# Sultano (personaggio)
Il sultano (in alcune versioni anche imperatore), è uno dei personaggi principali della fiaba Aladino e la lampada meravigliosa.

## Storia originale
Il sultano è un sovrano di un non meglio specificato regno della Cina, padre di una bellissima figlia di nome Badr al-budūr che cerca di maritare. Durante la storia sarà co-protagonista delle peripezie di Aladino e del figlio del visir per volerla sposare.

## Adattamenti
Film
- Achmed, il principe fantastico (1926)
- Il ladro di Bagdad (1940): interpretato da Miles Malleson
- Allauddin Adhbhuta Deepam (1957)
- Allavudeenum Arputha Vilakkum (1957)
- Alladdin Ka Chirag (1957)
- La principessa e lo stregone (1959): doppiato in originale da Alan Reed
- Le meraviglie di Aladino (1961): interpretato da Aldo Fabrizi
- La leggenda di Aladino (1966): interpretato da Otar Koberidze
- Aladdin (1967): interpretato da David Lile
- Aladino e la sua lampada meravigliosa (1970): doppiato in originale da Richard Francoeur
- Allauddinum Albhutha Vilakkum (1979)
- Alavudinum Arbutha Vilakkum (1979)
- Aladdin to mahou no lamp (1982)
- Superfantagenio (1986): si chiama O'Connor ed è interpretato da Fred Buck

Serie televisive
- Nel regno delle fiabe (1982-1987): interpretato da Joseph Maher
- Le mille e una notte - Aladino e Sherazade (2012): interpretato da Rolf Kanies

### Versione Disney

Il sultano nel film animato del 1992 Aladdin

Nel franchise Disney il sultano è il bonario sovrano della cittadina di Agrabah, in parte ispirato al sultano di Bassora nel film del 1940 Il ladro di Bagdad, da cui riprende però solo la passione per i giochi meccanici e non il carattere debole. Nel classico Disney Aladdin del 1992 è doppiato in originale da Douglas Seale e in italiano da Gianni Vagliani. Nelle successive opere (Il ritorno di Jafar, Aladdin e il re dei ladri e la serie animata Aladdin) è doppiato in originale da Val Bettin e in italiano sempre da Gianni Vagliani. Infine, nel film Disney Princess: Le magiche fiabe - Insegui i tuoi sogni ha le voci di Jeff Bennett (originale) e Vittorio Battarra (italiano). Compare anche nella serie animata House of Mouse - Il Topoclub (2001-2004).
 Il vero nome del personaggio non viene mai pronunciato, sebbene nella serie animata prodotta negli anni'90 il suo defunto nonno Bobolonius si riferisca a lui con il soprannome "Piccolo Bobo".
All'inizio di Aladdin il sultano di Agrabah regna solo nominalmente sul suo territorio. In effetti è il suo malefico Gran Visir Jafar a fare in modo che egli prenda le decisioni che lui ritiene più opportune grazie alle sue arti magiche. Solo in una cosa Jafar non riesce a ottenere neanche sotto incantesimo il consenso del Sultano: il matrimonio tra questi e l'unica figlia del Sultano Jasmine. Dopo che Jafar riesce a impadronirsi della lampada, il sultano viene destituito e imprigionato, ma verrà salvato da Aladdin. Il sultano premierà il ragazzo, dandogli in sposa sua figlia e nominandolo Gran Visir al posto di Jafar.
Ne Il ritorno di Jafar, il sultano viene convinto a fatica da Aladdin da mantenere a palazzo Iago, complice di Jafar nel precedente film, ma viene fatto rapire dai ladroni di Abis Mal da parte di Jafar, ritornato e deciso a vendicarsi. Dopo una lunga battaglia tra Jafar e gli altri eroi, conclusasi positivamente grazie all'intervento di Iago, il sultano viene reintegrato al suo posto di sovrano, accogliendo il pappagallo come uno di loro.